# Locomotive CRFS 7-10
Le locomotive 7 ÷ 10 della Compagnia Reale delle Ferrovie Sarde erano locomotive a vapore progettate per il traino di treni passeggeri veloci.

## Storia
Le 4 locomotive della serie furono ordinate dalla CRFS alla R & W Hawtorn per l'esercizio sulla rete ferroviaria sarda.
Nel 1920, all'incorporazione della CRFS nelle Ferrovie dello Stato, le locomotive assunsero la numerazione FS 110.001 ÷ 004. Dopo pochi anni vennero radiate e demolite.